# Brioche tressée de Metz
La brioche tressée de Metz (ou tordée), est une viennoiserie, jadis servie les jours de fêtes en Lorraine.

Sa renommée est très largement associée à la ville de Metz, où elle est davantage connue sous le nom de whete.

## Ingrédients
La base de la brioche tressée se compose essentiellement de farine (env. 350 g), de beurre fondu (env. 200 g) et d'œufs (4), à laquelle on adjoint un soupçon de lait (env. 10 cL), de sucre (env. 20 g) et de levure de bière (15 g).

## Préparation
La préparation de la brioche tressée se décompose en trois temps :
- Faire un levain avec 50 g de farine et la levure de bière, puis laisser reposer une heure sous un torchon.
- Constituer la base en mélangeant la farine, le beurre, les œufs et le lait jusqu'à obtention d'une pâte.
- Ajouter le levain à la base, jusqu'à obtention d'une pâte bien lisse, puis laisser reposer 5 heures.

## Tressage et cuisson
Le tressage de la brioche consiste à natter trois boudins de pâte, confectionnés à partir du partage de celle-ci en trois portions égales.

La cuisson ne doit pas dépasser 30 minutes, dans un four chauffé à 220 °C.

## Service
Traditionnellement, la brioche est amenée dès le dressage de la table, posée avec la serviette devant l'assiette des convives, froide avec de gros grains de sucre.

## Référence
- Girard S, La bonne cuisine des régions de France, Lorraine, France Loisirs, Paris, 1999.